# ブレンビッラ
ブレンビッラ（イタリア語: Brembilla  ( 音声ファイル)）は、イタリア共和国ロンバルディア州ベルガモ県ヴァル・ブレンビッラに属する分離集落（フラツィオーネ）。
かつては独立した基礎自治体（コムーネ）であったが、2014年にジェローザと合併して新自治体の一部となった。

## 地理

### 位置・広がり
ベルガモ県西部に位置する。県都ベルガモから北北西へ15km、州都ミラノから北東へ51kmの距離にある。かつてのコムーネ面積は20.91km2 、コムーネ人口は4103人（2014年1月1日現在）。

#### 隣接コムーネ
かつてのコムーネ「ブレンビッラ」は、以下のコムーネと隣接していた。
- ベルベンノ
- ブレッロ
- カピッツォーネ
- コルナ・イマーニャ
- ジェローザ
- サン・ペッレグリーノ・テルメ
- サントモボーノ・テルメ
- セドリーナ
- ウビアーレ・クラネッツォ
- ゾーニョ

## 姉妹都市
- ナンテュア、フランス 2011年